# فریتس تر مر
فریتس تر مر (آلمانی: Fritz ter Meer؛ ۴ ژوئن ۱۸۸۴ – ۲۷ اکتبر ۱۹۶۷) یک شیمی‌دان اهل آلمان بود. وی از سال ۱۹۲۵ تا سال ۱۹۴۵ در استخدام کارخانه ئی گ فاربن بود و در ساخت قوطیهای حاوی زیکلون بی در اردوگاه آشویتس نقش داشت و به همین دلیل پس از پایان جنگ جهانی دوم به هفت سال زندان محکوم شد.